# 아사쿠라 다모쓰
아사쿠라 다모쓰(일본어: 朝倉 保)는 일본의 축구 선수이다.

## 국가대표팀 경력
그는 1927년 극동 선수권 대회에 참가할 일본 국가대표팀에 발탁되었으며, 8월 27일 중화민국와의 경기에서 데뷔했다. 그는 국제 A매치 통산 2경기에 출전했다.

## 통계
| 일본 | 일본 | 일본 |
| 연도 | 출전 | 득점 |
| ---- | ---- | ---- |
| 1927 | 2    | 0    |
| 통산 | 2    | 0    |